# 梅泽维尔
梅泽维尔（法語：Mézerville，法語發音：[mezɛʁvil] ⓘ）是法国奥德省的一个市镇，属于卡尔卡松区。

## 地理
梅泽维尔（43°15'36"N, 1°47'30"E）面积7.3 平方千米，位于法国奧克西塔尼大區奥德省，该省份为法国南部沿海省份，北起塔恩省，西北接上加龙省，西接阿列日省，南至东比利牛斯省，东临地中海，东北与埃罗省接壤。
与梅泽维尔接壤的市镇（或旧市镇、城区）包括：贝尔佩什、拉卢维耶尔洛拉盖、莫朗迪耶、埃尔斯河畔佩尔菲特、圣卡梅勒、圣塞尔南。
梅泽维尔的时区为UTC+01:00、UTC+02:00（夏令时）。

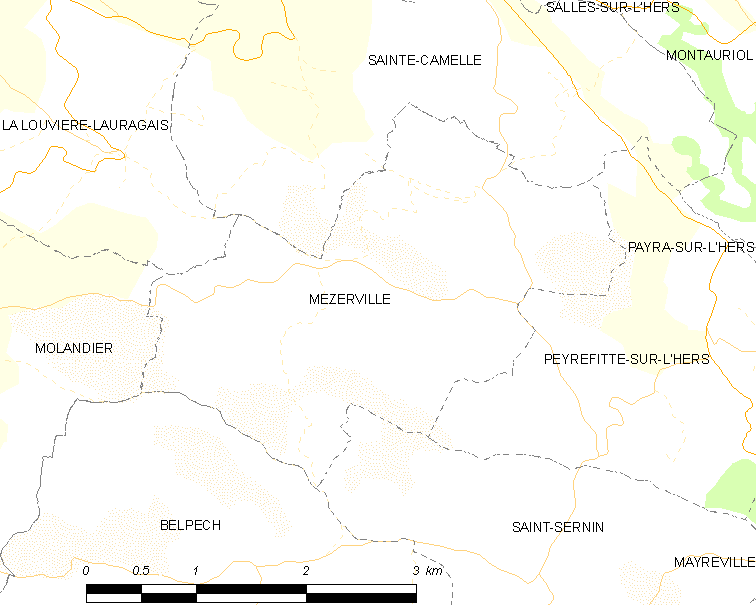
梅泽维尔的OSM定位图

## 行政
梅泽维尔的邮政编码为11410，INSEE市镇编码为11231。

## 政治
梅泽维尔所属的省级选区为拉皮耶日欧拉泽斯县。

## 人口

1962-2008年间梅泽维尔人口变化图示

梅泽维尔于2022年1月1日时的人口数量为97人。